# Arzell
Arzell ist ein Ortsteil der Marktgemeinde Eiterfeld im osthessischen Landkreis Fulda.

## Geographie
Arzell liegt westlich des Kernortes Eiterfeld in der Rhön. Nördlich davon befindet sich der Ortsteil Reckrod, im Nordwesten Buchenau und im Süden Körnbach sowie Leimbach. Die nächstgelegene Stadt ist Hünfeld im Süden mit 10 km Entfernung. Dabei erstreckt sich der Ort sowohl über Hänge der beiden Berge Schoders und Hisselsberg als auch über das sich dazwischen befindliche Tal, in dem die Eitra Richtung Buchenau fließt. Dies führte dazu, dass in den letzten Jahrhunderten mehrere Mühlen an der Eitra errichtet wurden, wobei eine im Ort lag und mit der Kirschen- und der Hausenmühle zwei außerhalb. Jedoch sind heute alle Mühlen außer Betrieb, wenngleich die Gebäude noch erhalten sind. Ferner münden in der Ortsmitte die Wölf und der Schlierbach in die Eitra.

## Geschichte
Die erste bekannte schriftliche Nennung des Ortes unter dem Namen "Agecella" datiert zwischen 1015 und 1050 im Codex Eberhardi des Klosters Fulda.
Im Türkensteuerregister der Fürstabtei Fulda aus 1605 ist der Ort als Teil des Amtes Eiterfeld unter Namen Artzell mit 24 Familien erwähnt.
Im Zuge der Gebietsreform in Hessen fusionierten zum 1. Februar 1971 die Gemeinden Arzell, Betzenrod, Großentaft, Körnbach, Soisdorf und Treischfeld mit Eiterfeld freiwillig zur neuen Großgemeinde Eiterfeld. Für die bis dahin selbständigen Gemeinden von Eiterfeld wurde je ein Ortsbezirk mit Ortsbeirat und Ortsvorsteher nach der Hessischen Gemeindeordnung gebildet.

## Bevölkerung
Einwohnerstruktur 2011
Nach den Erhebungen des Zensus 2011 lebten am Stichtag dem 9. Mai 2011 in Arzell 738 Einwohner. Darunter waren 15 (2,0 %) Ausländer. Nach dem Lebensalter waren 141 Einwohner unter 18 Jahren, 318 zwischen 18 und 49, 150 zwischen 50 und 64 und 132 Einwohner waren älter. Die Einwohner lebten in 291 Haushalten. Davon waren 72 Singlehaushalte, 54 Paare ohne Kinder und 132 Paare mit Kindern, sowie 27 Alleinerziehende und 6 Wohngemeinschaften. In 48 Haushalten lebten ausschließlich Senioren und in 192 Haushaltungen lebten keine Senioren.
Einwohnerentwicklung
- 1812: 28 Feuerstellen, 230 Seelen[1]

| Arzell: Einwohnerzahlen von 1834 bis 2015 | Arzell: Einwohnerzahlen von 1834 bis 2015 | Arzell: Einwohnerzahlen von 1834 bis 2015 | Arzell: Einwohnerzahlen von 1834 bis 2015 | Arzell: Einwohnerzahlen von 1834 bis 2015 |
| --- | ----------------------------------------- | ----------------------------------------- | ----------------------------------------- | ----------------------------------------- |
| Jahr |                                           |                                           |                                           | Einwohner                                 |
| 1834 | 1834                                      |                                           | 255                                       | 255                                       |
| 1840 | 1840                                      |                                           | 238                                       | 238                                       |
| 1846 | 1846                                      |                                           | 291                                       | 291                                       |
| 1852 | 1852                                      |                                           | 244                                       | 244                                       |
| 1858 | 1858                                      |                                           | 252                                       | 252                                       |
| 1864 | 1864                                      |                                           | 250                                       | 250                                       |
| 1871 | 1871                                      |                                           | 215                                       | 215                                       |
| 1875 | 1875                                      |                                           | 237                                       | 237                                       |
| 1885 | 1885                                      |                                           | 201                                       | 201                                       |
| 1895 | 1895                                      |                                           | 228                                       | 228                                       |
| 1905 | 1905                                      |                                           | 217                                       | 217                                       |
| 1910 | 1910                                      |                                           | 225                                       | 225                                       |
| 1925 | 1925                                      |                                           | 237                                       | 237                                       |
| 1939 | 1939                                      |                                           | 296                                       | 296                                       |
| 1946 | 1946                                      |                                           | 417                                       | 417                                       |
| 1950 | 1950                                      |                                           | 421                                       | 421                                       |
| 1956 | 1956                                      |                                           | 428                                       | 428                                       |
| 1961 | 1961                                      |                                           | 521                                       | 521                                       |
| 1967 | 1967                                      |                                           | 720                                       | 720                                       |
| 1970 | 1970                                      |                                           | 770                                       | 770                                       |
| 1980 | 1980                                      |                                           | ?                                         | ?                                         |
| 1990 | 1990                                      |                                           | ?                                         | ?                                         |
| 2000 | 2000                                      |                                           | 833                                       | 833                                       |
| 2005 | 2005                                      |                                           | 816                                       | 816                                       |
| 2010 | 2010                                      |                                           | 748                                       | 748                                       |
| 2011 | 2011                                      |                                           | 738                                       | 738                                       |
| 2015 | 2015                                      |                                           | 705                                       | 705                                       |
| Datenquelle: Historisches Gemeindeverzeichnis für Hessen: Die Bevölkerung der Gemeinden 1834 bis 1967. Wiesbaden: Hessisches Statistisches Landesamt, 1968. Weitere Quellen: LAGIS; Gemeinde Eiterfeld; Zensus 2011 |                                           |                                           |                                           |                                           |

Historische Religionszugehörigkeit
| • 1885: | 09 evangelische (= 4,48 %), 192 katholische (= 95,52 %) Einwohner |
| • 1961: | 27 evangelische (= 5,18 %), 486 katholische (= 93,28 %) Einwohner |

## Kultur und Sehenswürdigkeiten

### Ortsbild

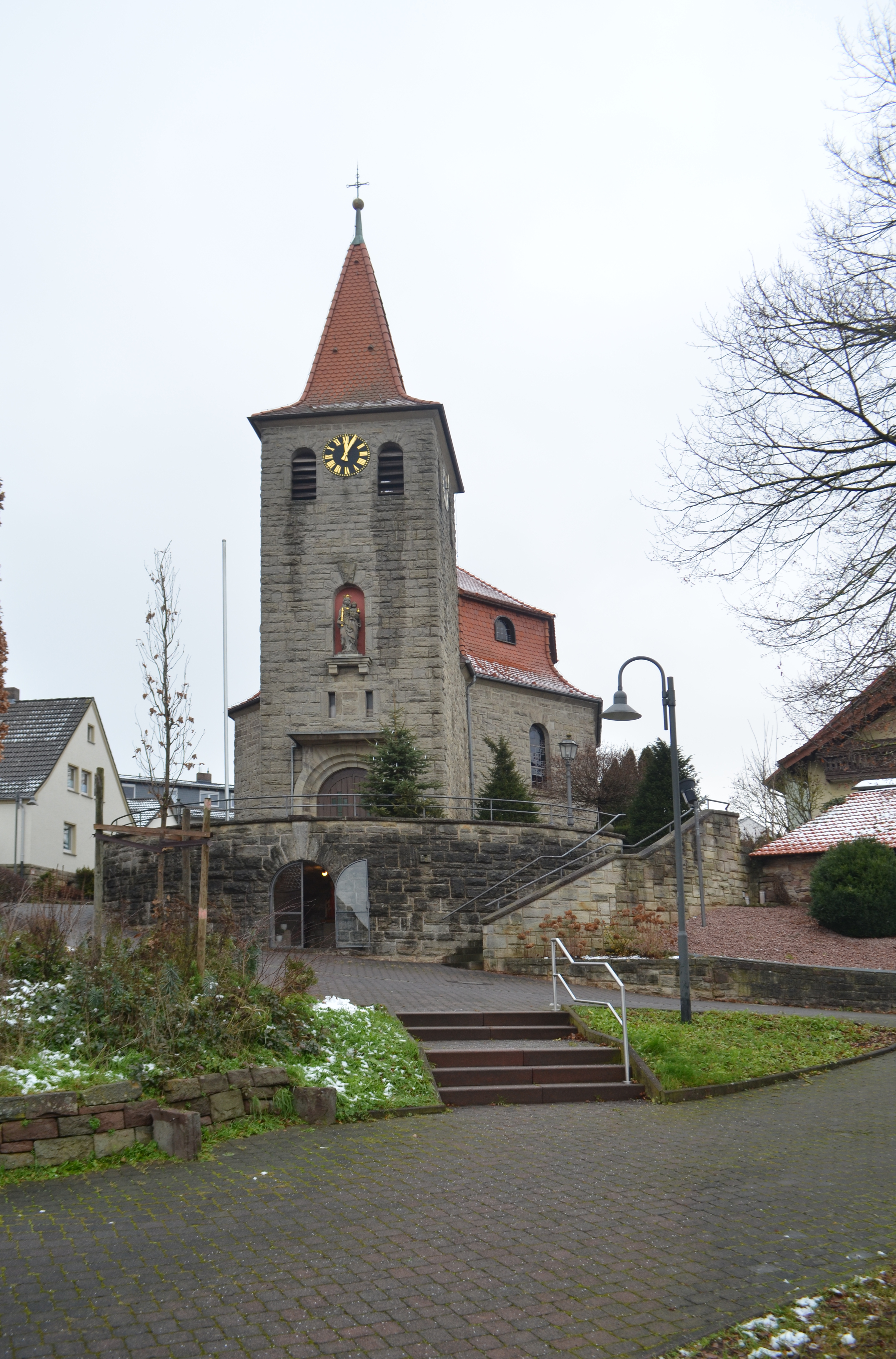
Franz-Xaver-Kirche

Prägend für das Ortsbild ist die von 1931/32 errichtete Kirche, geweiht dem heiligen Franz Xaver, die aus Sandstein von einem örtlichen Steinbruch erbaut wurde und einen auffälligen 8-eckigen Grundriss besitzt. An ihrer Stelle befand sich bis dahin eine schlichte Kapelle, welche vermutlich um das Jahr 1500 erbaut wurde. Für die Kirche lieferte die Glockengießerei Otto aus Hemelingen/Bremen vier Bronzeglocken mit der Schlagtonreihe e – g – a – c und eine Gesamtgewicht von 2.900 kg.
Der Bildstock wurde 1839 errichtet.

### Vereine
- Freiwillige Feuerwehr Arzell
- Kirmes Eiterfeld Arzell
- Musikzug Eiterfeld & Arzell
- Schützenverein Hubertus 04 Arzell
- TSV Arzell

## Wirtschaft und Infrastruktur
Durch den Ort verläuft die Landesstraße 3170 mit der Anbindung nach Bad Hersfeld über die B 27 sowie den Kernort Eiterfeld. Außerdem führt die Kreisstraße 146 in Richtung Körnbach. Eine Anbindung an den öffentlichen Personennahverkehr besteht sowohl über den RMV als auch über den RKH.
Arzell besitzt seit 1970 keine Schuleinrichtung mehr. Das Gebäude ist heute Teil des Mehrzweckhallen-Komplexes, der als Dorfgemeinschaftshaus dient und neben dem Schützenverein auch angrenzend die Feuerwehr beheimatet. Im Juli 2015 begannen umfangreiche Bau- und Sanierungsarbeiten.
Daneben gibt es im Ort den Kindergarten Panama, welcher sowohl von Kindern aus dem eigenen Ort, als auch aus den umliegenden Dörfern besucht wird.